# Малінін Василь Борисович
Малінін Василь Борисович (26 квітня 1956, Петрозаводськ — 22 листопада 2020) — російський криміналіст та кримінолог, професор (2000), академік Регіональної академії менеджменту (РАМ), видавець, професійний гравець в шахи (гросмейстер ФІДЕ з 2003 р.). Як останній чемпіон СРСР включений ICCF (Міжнародна федерація шахової гри за листуванням) в книгу рекордів Гіннеса.

## З біографії
1981 закінчив юридичний факультет Ленінградського державного університету. У 1984 там само захистив дисертацію кандидата юрид. наук «Підстави та межі кримінальної відповідальності за бездіяльність», а в 2000-му році у Санкт-Петербурзькому університеті МВС РФ — докторську дисертацію «Причиновий зв'язок в кримінальному праві: Питання теорії та практики».
Викладав та викладає кримінальне і кримінально-виконавче право у низці ВНЗ Санкт-Петербурга: Санкт-Петербурзькому університеті МВС РФ, Санкт-Петербурзькому юридичному інституті (філіалі) Академії Генеральної Прокуратури РФ, Санкт-Петербурзькому інституті (філіалі) Всеросійського державного університету юстиції (РПА Мін'юсту Росії) та ін.

## Праці
В. Б. Малінін є автором понад 200 наукових праць, серед яких монографії, підручники, коментарі до Кримінально-виконавчого кодексу РФ та ін.; він є науковим редактором та співавтором (зокрема тому 4-го) Енциклопедії кримінального права в 35-ти томах, що видається у Санкт-Петербурзі з 2005 року.

### Окремі його праці
- Малинин В. Б. Причинная связь в уголовном праве. — Спб.: Издательство «Юридический центр Пресс», 2000. — 316 с.
- Малинин В. Б. Новая наука — пенитенциарная социология // Юридическая мысль. Научно-практический журнал. — С.-Пб.: Изд-во С.-Петербург. юрид. ин-та, 2001, № 1 (1). — С. 74-81.
- Малинин В. Б., Парфенов А. Ф. Объективная сторона преступления. Монография. — Спб.: Издательство Юридического института (Санкт-Петербург), 2004. — 301 c.
- Малинин В. Б. Объективная сторона преступления // в кн.: Энциклопедия уголовного права. Т. 4: Состав преступления. Издание профессора Малинина. — СПб., 2005. — 798 с.
- Малинин В. Б. Теории причинной связи в концепции В. Н. Кудрявцева // Уголовное право. — 2008. — № 2. — С. 31-37.
- Бородин С. В., Малинин В. Б. Убийство — общая характеристика: монография. — СПб.: МИЭП при МПА ЕврАзЭС, 2013. — 196 с.
- Клименко Т. М., Малинин В. Б. Уголовная ответственность за незаконный оборот наркотических, психотропных, ядовитых и иных сильнодействующих средств. — СПб.: МИЭП при МПА ЕВрАзЭС, 2014. — 264 с.